# Nicolas Bean
Nicolas Bean (* 8. Oktober 1987 in Ottawa) ist ein kanadisch-italienischer ehemaliger Shorttracker.

## Werdegang
Im Alter von sieben Jahren begann Bean mit dem Shorttrack-Sport. Bereits früh vertrat er in den jeweiligen Altersklassen seine Provinz Ontario bei Kanadischen und Nordamerikanischen Meisterschaften, schließlich gewann er mit der Staffel die Bronzemedaille bei den Kanadischen Winterspielen. Nachdem er sogar einen Juniorenweltrekord über 1500 Meter aufgestellt hatte, wurde Bean für die Juniorenweltmeisterschaft im Januar 2006 in Miercurea Ciuc nominiert. Dort verpasste er zwar in allen Einzel-Rennen das Finale, konnte aber mit der Staffel die Silbermedaille gewinnen. Auch ein Jahr später nahm er wieder an der Junioren-WM teil, verpasste diesmal jedoch das Podest. Dafür triumphierte er zweimal bei den Kanadischen Winterspielen. 
Bean wechselte den Landesverband und startete international erstmals im Shorttrack-Weltcup 2008/09 für Italien. Dort konnte er gleich in seinem ersten Auftritt über 1500 Meter in Salt Lake City einen fünften Rang erreichen. Auch im zweiten Rennen am gleichen Ort wurde er zumindest guter Zwölfter, mit der Staffel gelang ihm Rang 8. Bei der zweiten Weltcupstation in Vancouver wurde Bean in seinem 1500-Meter-Rennen jedoch disqualifiziert, dafür platzierte er sich mit der Staffel wiederum auf dem fünften Rang.
2010 gewann er bei den Shorttrack-Europameisterschaften 2010 in Dresden in der Staffel Gold für Italien. Im selben Jahr trat er für Italien bei den Olympischen Winterspielen in Vancouver sowie bei den Shorttrack-Teamweltmeisterschaften 2010 in Bormio an. Danach sind keine Wettbewerbsteilnahmen mehr bekannt.